# St. Helena National Trust
Der St. Helena National Trust (auch Saint Helena National Trust oder St Helena National Trust) ist der 2002 gegründete Zusammenschluss der wichtigsten Naturschutz- und Kultur- bzw. Geschichtsorganisationen der Insel St. Helena im Südatlantik. Sie hat ihren Sitz im Broadway House in der Hauptstadt Jamestown. Schirmherr ist Andrew, Duke of York.
Die gemeinnützige Organisation hat sich den Erhalt der Natur und des historischen Erbes St. Helenas zum Ziel gesetzt, darunter z. B. der historischen Bauten in Jamestown.

## Zugehörige Organisationen
- St Helena Heritage Society mit u. a. dem St.-Helena-Museum; gegründet 1979[2]
- Saint Helena’s Art and Craft Association
- Nature Conservation Group
- Dive Club
- Farmer’s Association
- Fisherman’s Association
- Tourism Association
- Domaines Français